# Olivia Centre
Olivia Centre (wcześniej Olivia Business Centre) – centrum biznesowe, największy kompleks biurowy północnej Polski usytuowany w gdańskiej dzielnicy Oliwa przy al. Grunwaldzkiej. Centrum biurowe powstało w kilku etapach i w sierpniu 2016 składało się z pięciu budynków.
Po zakończeniu inwestycji, planowanej obecnie na 8 budynków, osiągnie wielkość 230 000 m², na działce o powierzchni 3,5 ha.
Jako pierwszy został zbudowany gmach Olivia Gate, o powierzchni 18 000 m², z 420 miejscami w parkingu podziemnym.
Na początku stycznia 2013 roku zostały oddane do użytkowania: drugi budynek kompleksu czyli Olivia Point, o powierzchni 9600 m² i trzeci budynek wieżowiec Olivia Tower, o powierzchni 14 200 m².
Kolejnym budynkiem ukończonym w marcu 2014 jest Olivia Four, o powierzchni 14 500 m².
W maju 2015 roku oddany do użytku został piąty budynek Olivia Six, którego powierzchnia wynajmu wynosi około 17 000 m². Uczyniło to Olivia Business Centre drugim pod względem wielkości projektem biurowym w Polsce.
W kwietniu 2015 roku rozpoczęto budowę Olivia Star – najwyższego budynku w Polsce północnej (156 m) oraz całorocznego ogrodu zimowego dla najemców i okolicznych mieszkańców. Budynek Olivia Star stoi między biurowcami Olivia Four i Olivia Six, zamykając w ten sposób pierścień wokół wewnętrznego, publicznego patio z zielenią i fontannami. Ukończona w 2018 roku Olivia Star powiększyła powierzchnię biurową do wynajęcia w Olivii Business Centre z 73 000 m² do prawie 120 000 m².
W 2017 podjęto prace przy wieżowcu Olivia Prime. Pierwsza wieża Prime A (35 000 m² powierzchni biurowej) została ukończona w 2018. Nieco mniejsza Prime B (25 000 m² powierzchni biurowej, 55 m wysokości), wraz z łącznikiem pomiędzy nimi, została oddana do użytku w 2020; kamień węgielny pod nią wmurowano 4 kwietnia 2019.
We wrześniu 2019 wydano pozwolenie na budowę 32-kondygnacyjnego obiektu o nazwie Olivia 9 o wysokości 135,05 metra, czyli o około 20 mniej od wysokości Olivia Star.
Inwestorem OBC jest Maciej Grabski – współtwórca Wirtualnej Polski, a wykonawcą konstrukcji poszczególnych budynków jest Pekabex. Koncepcję architektoniczną opracowało biuro Konior and Partners Architects. Obecnie kontynuowana jest ona przez gdyńską pracownię BJK Architekci, która w całości odpowiada za projekt budynku Olivia Six.

## Najemcy
W Olivii Centre swoje siedziby ma ponad 120 firm polskich i międzynarodowych, w tym m.in.:
- Allianz
- Alnet Systems
- Agencja Rozwoju Pomorza
- Amazon (dawne IVONA Software)
- Arrow
- AtoS
- Business Link Trójmiasto
- Bayer AG
- Centrum Rozwoju Talentów (Gdański Urząd Pracy)
- Competence Call Center
- Energa
- EPAM Systems
- Gdańska Fundacja Kształcenia Menadżerów
- Goyello
- Hays Poland
- HK Finance
- Job Office (Gdański Urząd Pracy)
- Nordea Bank
- Omida Logistics
- Open Finance
- OSTC Poland
- PwC
- Ricoh
- Schibsted Tech Polska
- Sii
- Staples
- Thyssenkrupp – Centrum Usług Wspólnych
- VTS

## Wydarzenia i usługi
W Olivia Centre regularnie odbywają się wydarzenia biznesowe, edukacyjne, kulturalne i sportowe. Tylko w roku 2015 odbyło się prawie 300 wydarzeń dla pomorskich przedsiębiorców. Wśród nich były m.in. Infoshare czy Startup Sauna. Z rezydentami centrum spotkają się znane postacie ze świata nauki, sportu i sztuki. Ponadto Olivia Sky Club gościł spotkania dotyczące strategii Obszaru Metropolitalnego Gdańsk-Gdynia-Sopot oraz galę programu „Wakacyjny Staż”, w którym wzięło udział prawie 90 firm.
W ramach współpracy z Uniwersytetem Gdańskim pracownicy i eksperci z firm z Olivii Centre dzielą się wiedzą ze studentami – zarówno podczas prelekcji na uczelni, jak i w trakcie praktycznych zajęć w centrum. Wśród wydarzeń angażujących lokalną społeczność można wyróżnić festyny rodzinne z okazji Dnia Dziecka, zbiórki krwi „Kropelka Energii” i Świąteczny Jarmark Natury.
Działa także sportowa społeczność Olivii Centre. Reprezentanci poszczególnych firm mogą spróbować swoich sił w międzyfirmowych ligach piłki nożnej, siatkówki oraz tenisa. Centrum angażuje się również w wydarzenia biegowe: Poland Business Run czy Bieg Oliwski.
Olivia Centre angażuje się także w inicjatywy promujące miasto oraz region. Akcja „Wybierz Gdańsk” zachęca ludzi w różnym wieku do rozpoczęcia lub kontynuowania kariery zawodowej w mieście Neptuna.
Do dyspozycji najemców pozostają m.in. 3 centra konferencyjne, centrum medyczne z apteką, 3 restauracje, kawiarnia Starbucks, piekarnia, przedszkole i żłobek, 4 banki, nowoczesne gimnazjum, otwarty 24/7 klub fitness, salon piękności, notariusz, punkt ładowania samochodów elektrycznych. Przy centrum znajduje się prawie 2000 miejsc parkingowych, również podziemnych, ponad 300 stojaków rowerowych oraz 5 szatni z prysznicami.

## Coworking O4
O4 to projekt oferujący unikalne wartości dla projektów biznesowych na różnych etapach rozwoju. Zajmuje przestrzeń znajdującą się na pierwszych trzech kondygnacjach budynku Olivia Four. Na parterze znajduje się multimedialne centrum konferencyjne, a na pierwszym i drugim piętrze mieszczą się różnej wielkości powierzchnie biurowe, część socjalna i przestrzeń do wspólnej pracy (czyli do „coworkingu”).
Projekt ma ułatwiać powstawanie i przyspieszać rozwój nowych przedsiębiorstw. Jednym z kluczowych aspektów jest styczność młodych przedsiębiorców i startupów z uznanymi firmami, co umożliwia zdobycie bezcennej wiedzy. „Czwórka” w nazwie, poza wskazaniem miejsca, odnosi się także do czterech filarów programu projektu, na których opiera się aktywna działalność, czyli wsparcia w wymiarach: finansowania, internacjonalizacji, oferty „Smart Space”, kreatywnej edukacji.

## Otoczenie
W bezpośrednim sąsiedztwie znajduje się Hala Olivia, w promieniu kilkuset metrów centra biurowe Arkońska Business Park (ok. 26 500 m² powierzchni biurowej) i Alchemia (ok. 21 500 m² powierzchni do wynajęcia), a także Kampus Oliwa Uniwersytetu Gdańskiego, centrum handlowe Familia oraz przystanek SKM Gdańsk Przymorze-Uniwersytet.